# Mallobathra metrosema
Mallobathra metrosema är en fjärilsart som beskrevs av Edward Meyrick 1888. Mallobathra metrosema ingår i släktet Mallobathra och familjen säckspinnare. Inga underarter finns listade i Catalogue of Life.